# Psammochloa
Psammochloa és un gènere de plantes de la família de les poàcies. És originària del desert del Gobi. El gènere fou descrit per Albert Spear Hitchcock i publicat a Journal of the Washington Academy of Sciences 17: 140. 1927.

## Taxonomia
- Psammochloa mongolica Hitchc.
- Psammochloa villosa (Trin.) Bor